# Aupark

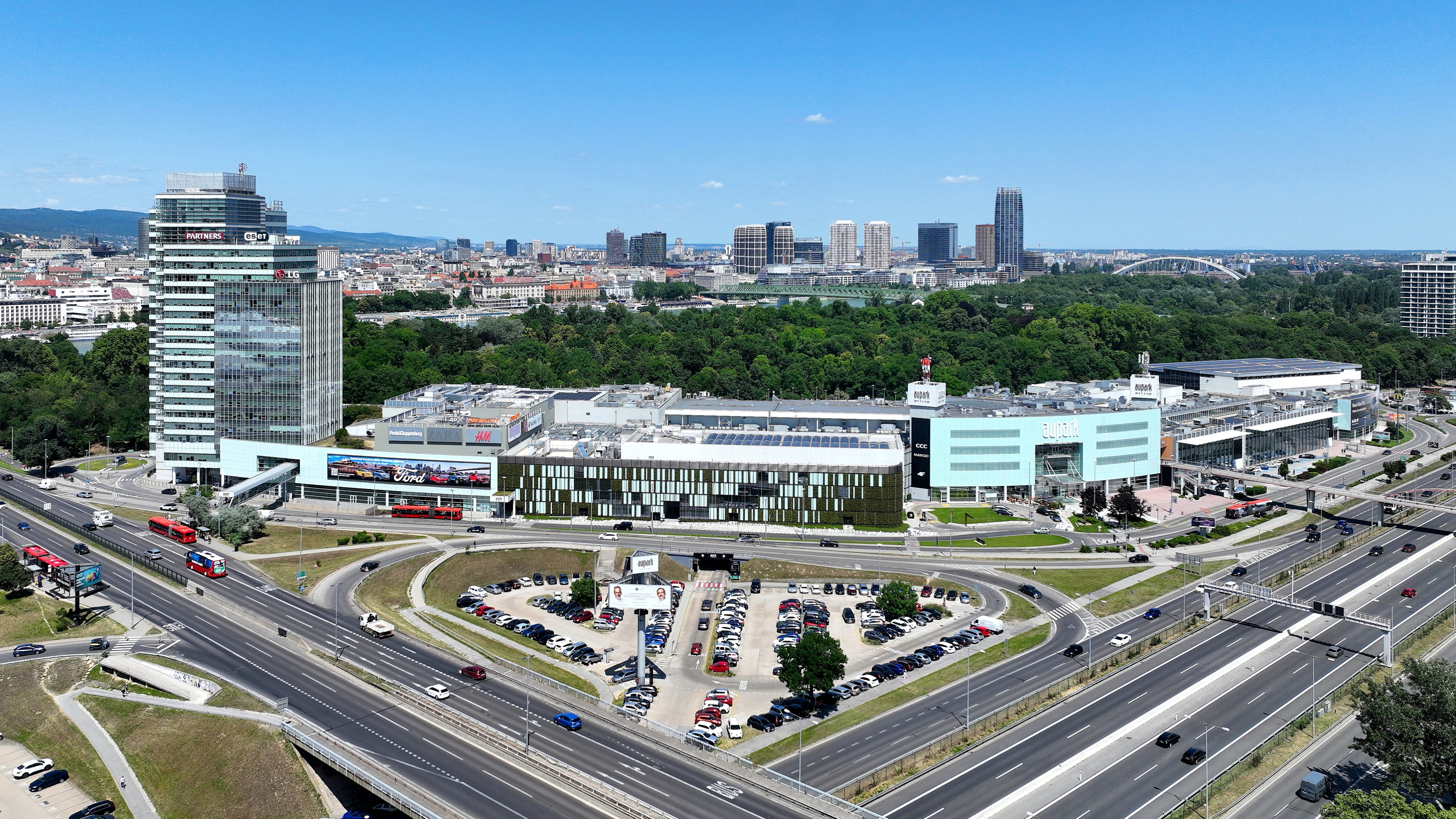
Widok na centrum handlowe Aupark od strony południowo-zachodniej

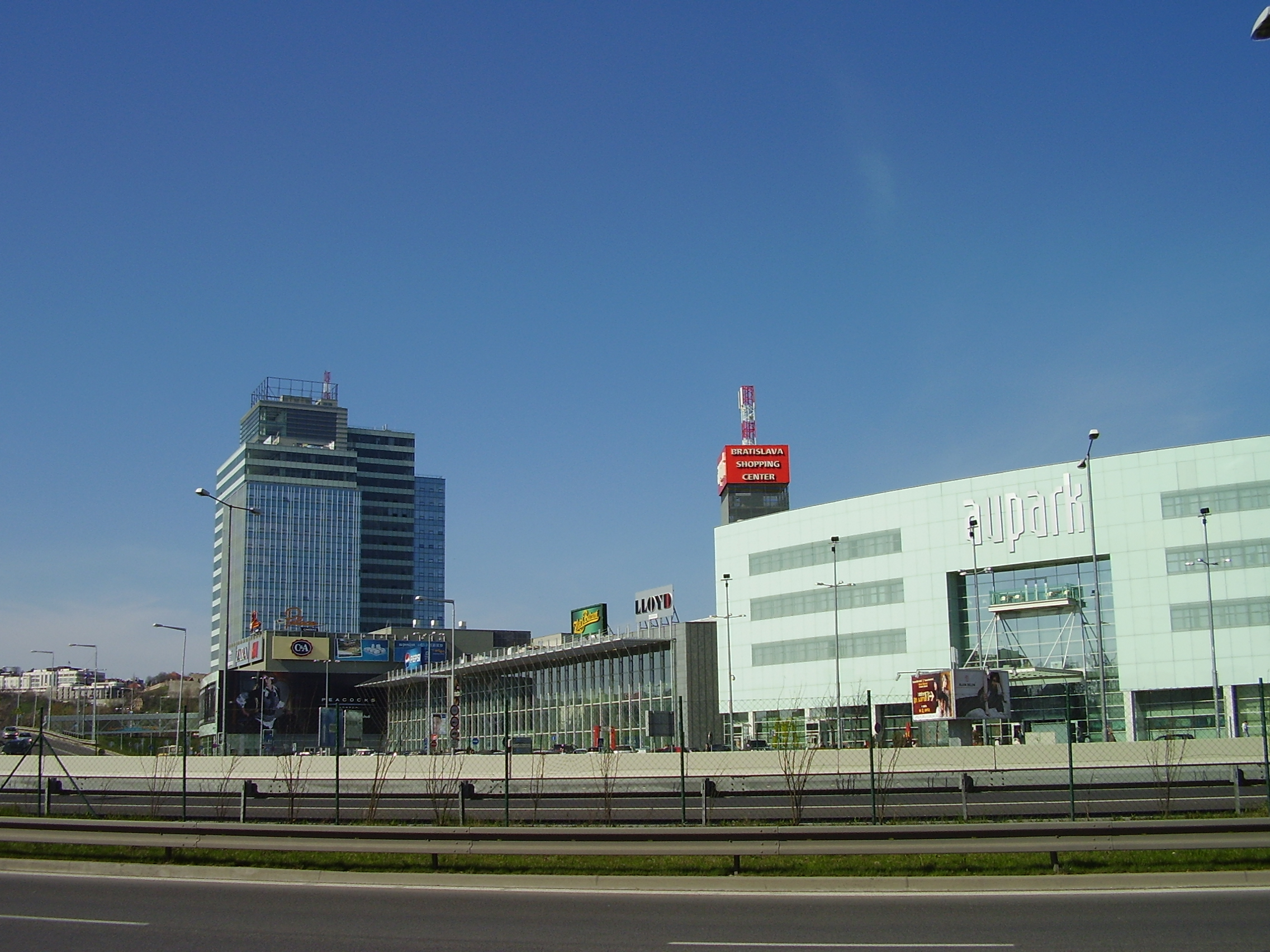
Aupark i Aupark Tower

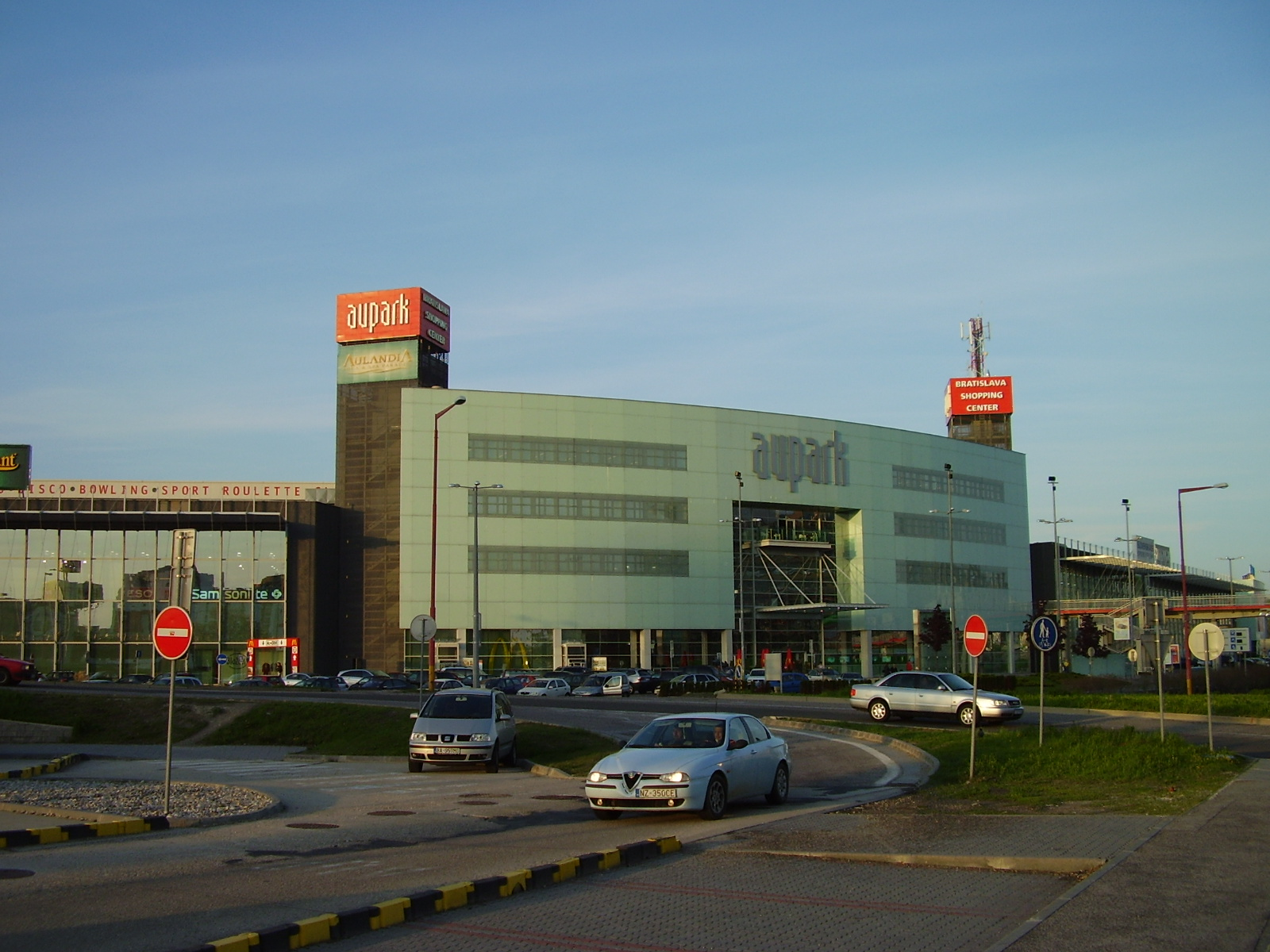
Główny budynek

Aupark – kompleks handlowo-rozrywkowy w Bratysławie, w dzielnicy Petržalka.
Został wybudowany na początku XXI wieku obok starego parku zwanego obecnie Sad Janka Kráľa, który nosił niegdyś niemiecką nazwę Städtischer Aupark, między Nowym Mostem a Starym Mostem. Powstał jako drugi taki obiekt w Bratysławie (po Polus City Center) i w chwili otwarcia był to największy tego typu kompleks na Słowacji, o powierzchni 44 tysięcy m².
W lipcu 2005 roku został tam otwarty pierwszy park wodny o powierzchni 4700 m², znajdujący się na dachu i na drugim piętrze. W styczniu 2006 roku rozpoczęła się realizacja drugiego etapu budowy kompleksu - na miejscu parkingu przy Sadzie Janka Kráľa powstały nowe pomieszczenia handlowe pod wynajem. Rozpoczęła się również, pomimo kontrowersji wśród opinii publicznej, budowa 22-piętrowego biurowca Aupark Tower o wysokości 96 m. Nowe pomieszczenia oddane zostały do użytku 23 sierpnia 2007. Obecnie, po rozbudowie, łączna powierzchnia wynajmu wynosi ponad 58 tysięcy ha. Znajduje się tam m.in. 12 sal kinowych w obrębie multipleksu Palace Cinemas.
Planowana jest budowa kolejnych centrów handlowych o nazwie Aupark w innych miastach Słowacji - do roku 2010 ma powstać taki kompleks w Koszycach, następne zaś w Żylinie, Pieszczanach i Trenczynie.